# Betekom
Betekom is een dorp in de Belgische provincie Vlaams-Brabant en een deelgemeente van Begijnendijk. Betekom ligt in de Zuiderkempen aan de Demer.

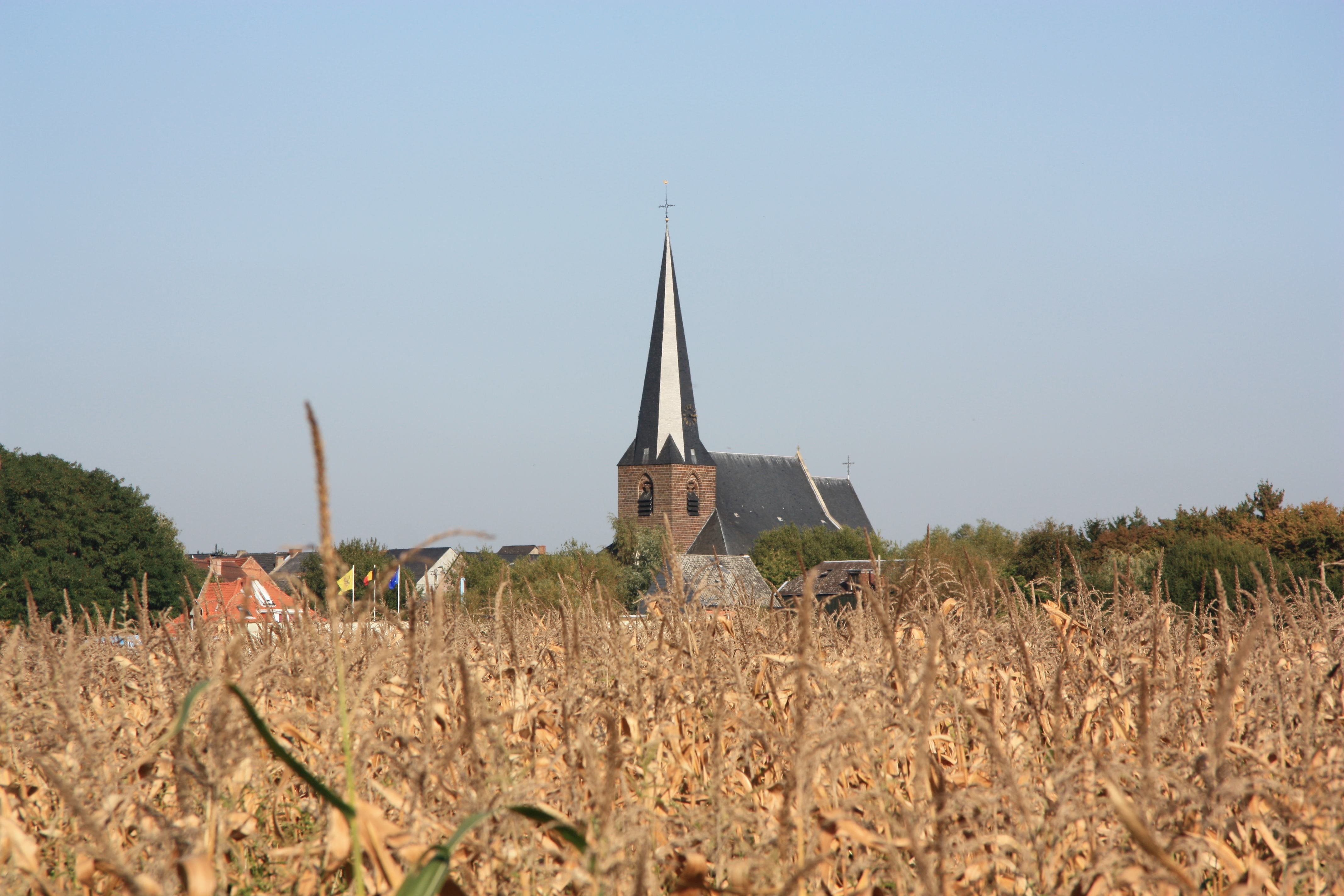
Gezicht op Betekom en de Sint-Laurentiuskerk

## Geschiedenis
Betekom werd reeds vermeld in 1243 maar is ongetwijfeld veel ouder. De naam is afgeleid van Bet-inga-heim en is van Frankische oorsprong. In de late middeleeuwen was het dorp reeds sterk ontwikkeld. Het had toen een eigen schepenbank en dorpsbestuur. De macht over de heerlijkheid werd gedeeld door de heren van Rivieren en de heren van ter Bruggen. Beiden hadden een kasteel op een boogscheut van het centrum.
De Betekommenaars leefden vooral van de landbouw die floreerde dankzij de rijke alluviale gronden langs de Demer. Van in de middeleeuwen was er ook een bescheiden industrie aanwezig. Steenbakkerijen, brouwerijen, windmolens en aanlegplaatsen (amers) voor rivierschuiten worden reeds vroeg in de archieven vermeld. Rond 1900 kwam daar nog een melkerij bij en werden twee tramlijnen aangelegd.
Bij de gemeentelijke herindeling van 1977 werd Betekom een deelgemeente van Begijnendijk. Rene Goriens, burgemeester van Betekom sinds de verkiezingen van 1964, werd burgemeester van de nieuwe fusiegemeente.

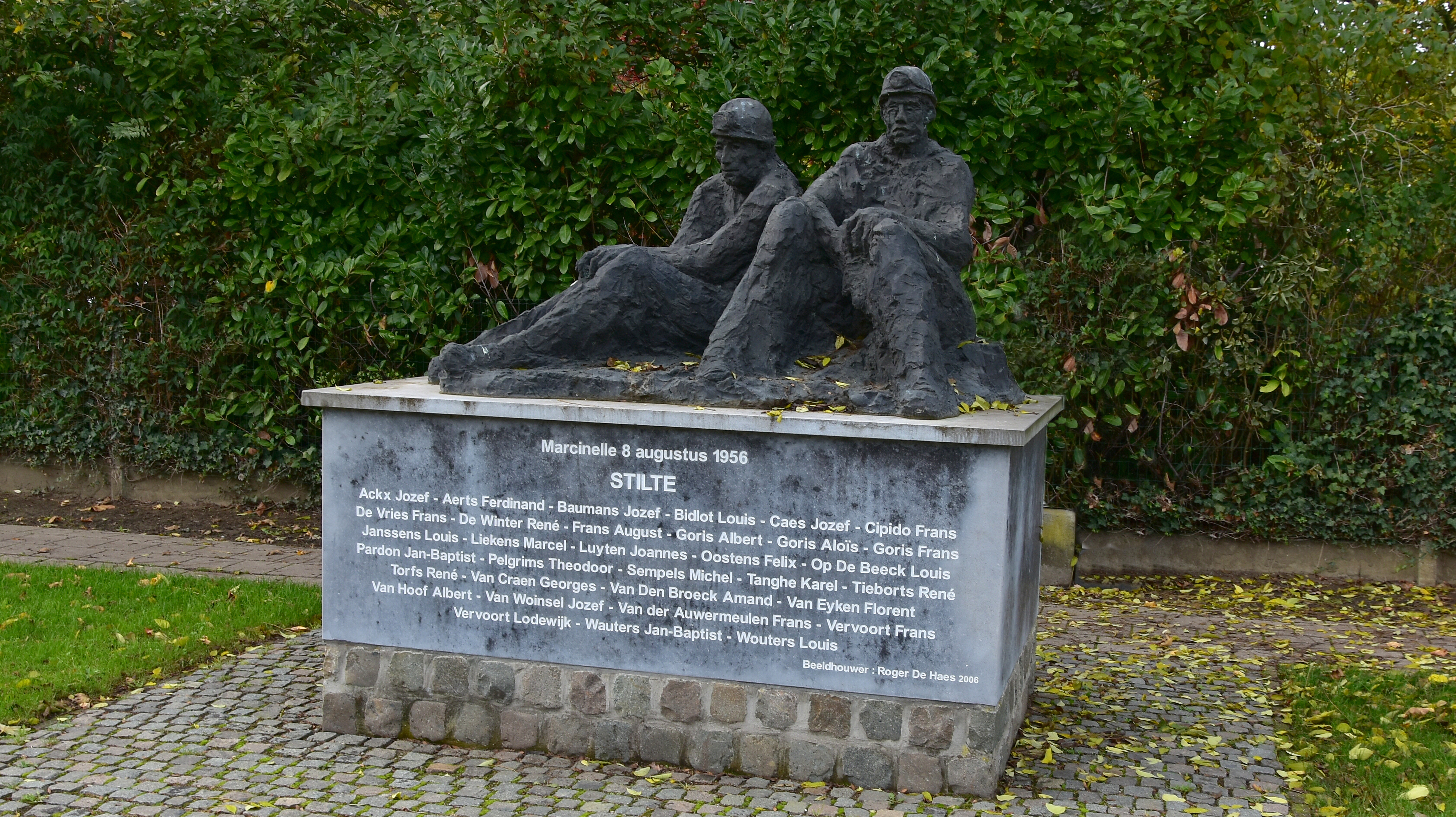
Het herdenkingsmonument voor de mijnwerkers te Betekom (zie tekst)

## Bezienswaardigheden
- De Sint-Laurentiuskerk in Demergotiek, met een gotische toren uit de 14e eeuw en neogotische zijbeuken uit de 19e eeuw
- De Onze-Lieve-Vrouwekapel van 1755
- De Puttenbergmolen, een windmolenrestant
- De Torenmolen, een windmolenrestant
- Het voormalig Hof ter Bruggen
- Het standbeeld voor de 33 mijnwerkers uit de regio, omgekomen bij de mijnramp van Marcinelle in 1956.

## Natuur en landschap
Betekom ligt in de Zuiderkempen op een hoogte van 30-45 meter. De belangrijkste waterlopen zijn de Demer en parallel daaraan de Laak.

## Demografische ontwikkeling
- Bronnen:NIS, Opm:1831 tot en met 1970=volkstellingen

## Cultuur

### Boeken
- 2019 "Openbare werken en nutsvoorzieningen in Betekom" door Pieter Ceulemans

- 2008 "De boerekes van Betekom" door Bob Michiels
- 2003 "De vergane glorie van Betekom" door Pascal Van Vlasselaer
- 1997 "De parochies St. Lucia en St. Laurentius van Begijnendijk-Betekom voor 1901" door H. Guislain
- 1996 "Betekom op de schoolbanken" door Vermeulen-Vandenbussche, Trees
- 1995 "Volkstelling van Betekom en Begijnendijk"
- 1995 "Nota's uit de rekeningen der St.Laurentiuskerk: 1715, 1751,1757,1762,1775, XIXe en XXe eeuw"
- 1995 "De oude molen van Betekom"

## Sport
- Voetbalclub KAC Betekom
- Korfbalclub KCBJ
- atletiekclub ROBA
- Basket Betekom
- Tennisclub Tumkens

## Bekende inwoners van Betekom
- Ives Serneels (1972), voetbalcoach Belgian Red Flames
- Lodewijk Scharpé (1869-1935), professor en flamingant
- Jozef Thys (1939-2023), politicus
- Johan Thijs (1966), CEO KBC Bank

## Overige
Sint-Laurentius is de patroonheilige van Betekom.

## Nabijgelegen kernen
Begijnendijk, Baal, Werchter, Heikant, Gelrode, Aarschot